# Baicalobdella cottidarum
Baicalobdella cottidarum — вид п'явок роду Байкалобделла з підродини Piscicolinae родини Риб'ячі п'явки.

## Класифікація
Невдовзі після виявлення цього виду, 1959 року український радянський зоолог Веніамін Епштейн в своїх роботах скасував самостійність Baicalobdella cottidarum, засумнівавшись у його таксономічій значущості, визнавши його синонімом виду Baicalobdella torquata. У 1976 році це підтримав інший український радянський вчений Єфим Лукін.
1986 року Епштейн визнав помилку та повернув самостійність Baicalobdella cottidarum, проте дискусія щодо нього тривала. До неї долучилися у 2004 році український зоолог Сергій Утевський та Петер Тронтель зі Словенії, які оцінювали суперечливість таксономічної значимості морфологічних відмінностей між «torquata» і «cottidarum».
Лише у 2013 році в ході нових досліджень було доведено генетична відмінність Baicalobdella cottidarum від Baicalobdella torquata. Генетична відстань (кількість нуклеотидних замін на сайт) між групами ними становить d = 0,092, що дозволяє розглядати їх як два окремі види, оскільки розбіжність понад 3 % (d> 0.03).

## Опис
Загальна довжина сягає 5—8 мм. Має 3 пари очей. Тіло чітко розділено на трахелосому (передня частина) та уросому (задня частина). Тулуб складається з чітких примітивних 3 сомітів.  У цієї п'явки менші присоски на відміну від Baicalobdella torquata, особливо передня.  Має розвинені сосочки на спині. Каріотип дорівнює 2n = 34, хромосоми максимум 1,5-3 мкм завдовжки. Присутні 11 маленьких бічних бульбашок. Має 5 пар тестікас (мішечків зі спермою).
Забарвлення світло-зелене, посередині — з білою широкою плямою, що змінюється коричневою. В уросомі (задній частині тіла) на спині можуть бути 2 ромбоподібні плями світлого кольору.

## Спосіб життя
Воліє до прісної води. Зустрічається в прибережній зоні на глибині від 0 до 180 м. Здатна виходити на берег. Живиться кров'ю бабця європейського.

## Розповсюдження
Єндемік озера Байкал.